# Psilotris kaufmani
Psilotris kaufmani är en fiskart som beskrevs av Greenfield, Findley och Johnson, 1993. Psilotris kaufmani ingår i släktet Psilotris och familjen smörbultsfiskar. Inga underarter finns listade i Catalogue of Life.